# Cocói a pitzus
Il cocói a pitzus o cacoi , conosciuto anche col nome di su scetti, è un tipico pane decorato a pasta dura di semola di grano duro, prodotto in Sardegna. È registrato come coccoi a pitzus nella lista dei PAT, con la variante ortografica della doppia C.
Si tratta di un tipo di pane pregiato che in passato si preparava per le grandi ricorrenze, matrimoni (cocói de is sposus) e la Pasqua (cocói cun s'ou).

## Caratteristiche
È un pane di pasta dura, di forma complessivamente tonda o a semicerchio, crosta dorata croccante, mollica compatta e di colore bianco con tipiche sporgenze (pitzus).

## Ingredienti
Gli ingredienti sono: semola di grano duro, acqua, sale e su fromentu, pasta acida.

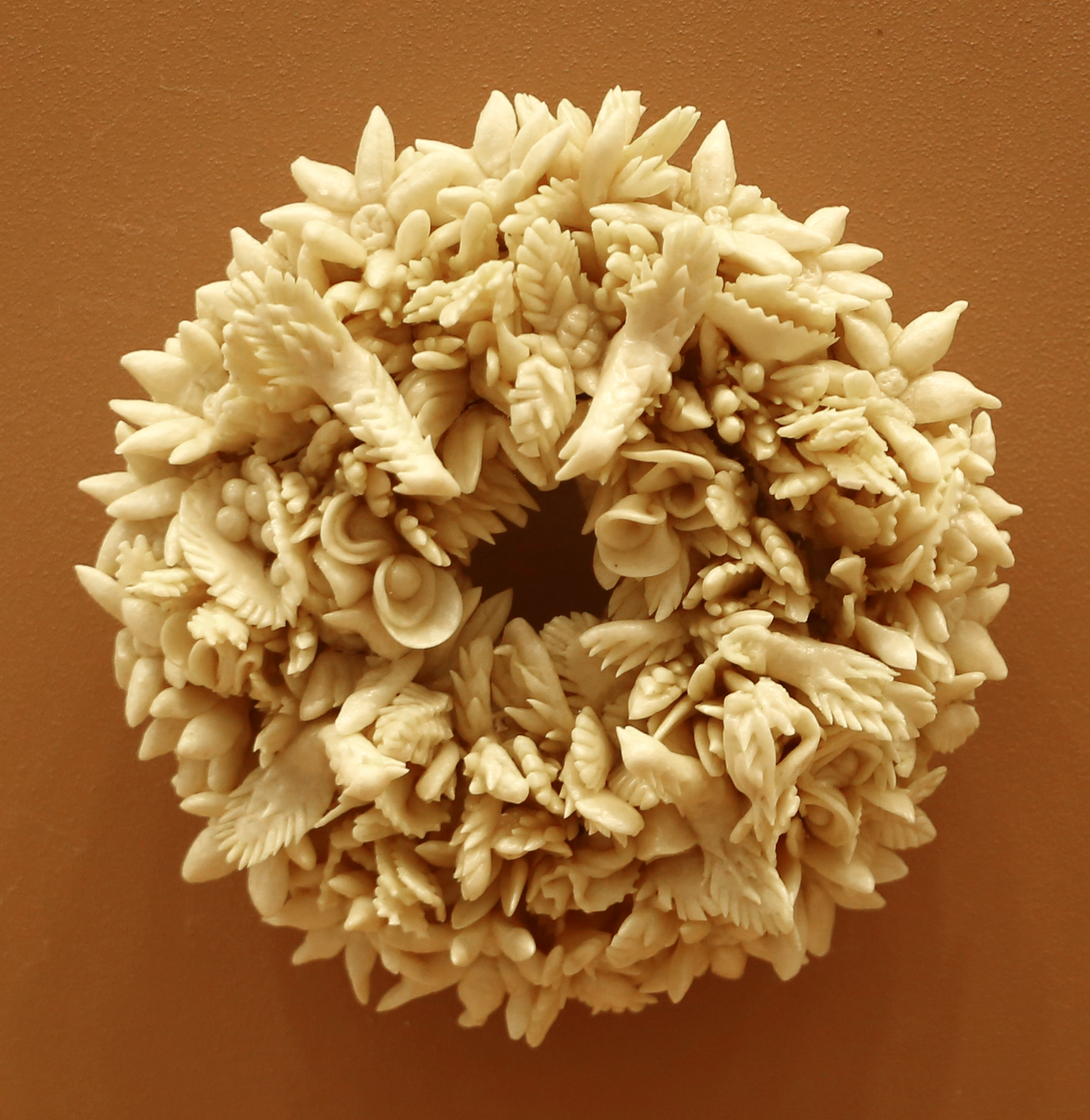
Coccoi de Santu Marcu, da Bortigali
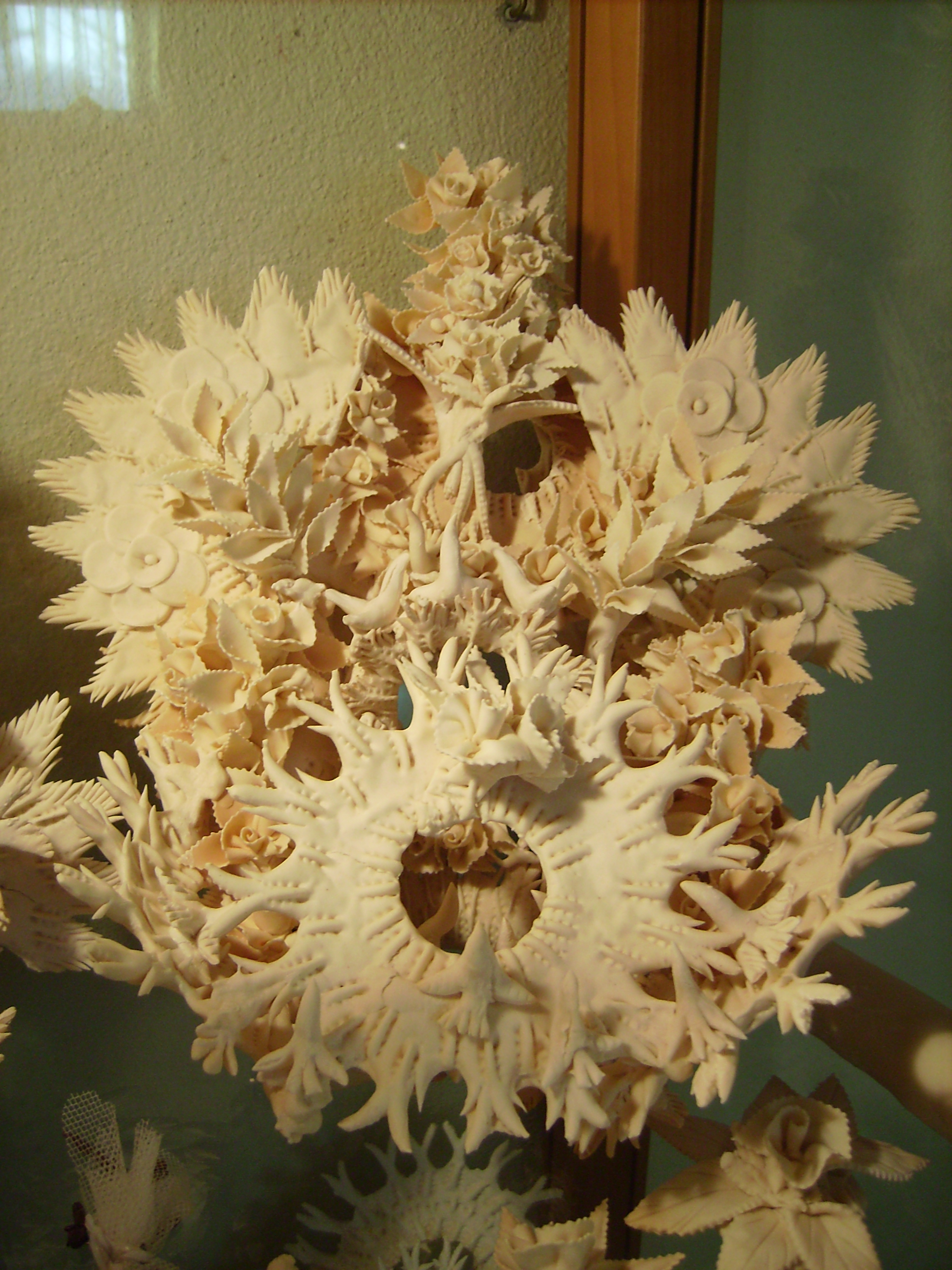
Su coccoi un pane votivo asseminese
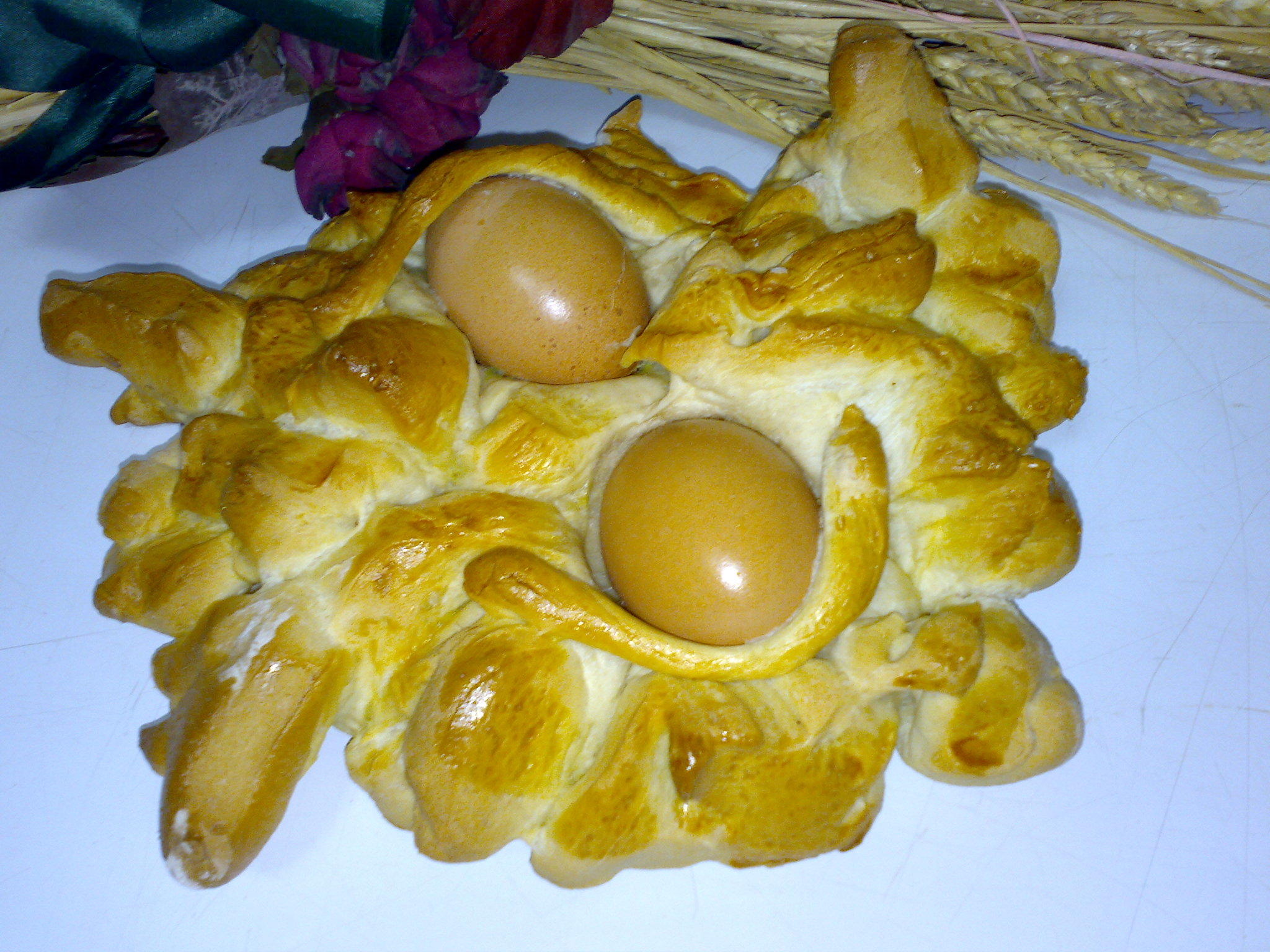
Coccoi cun s'ou, "con l'uovo" (pane pasquale)
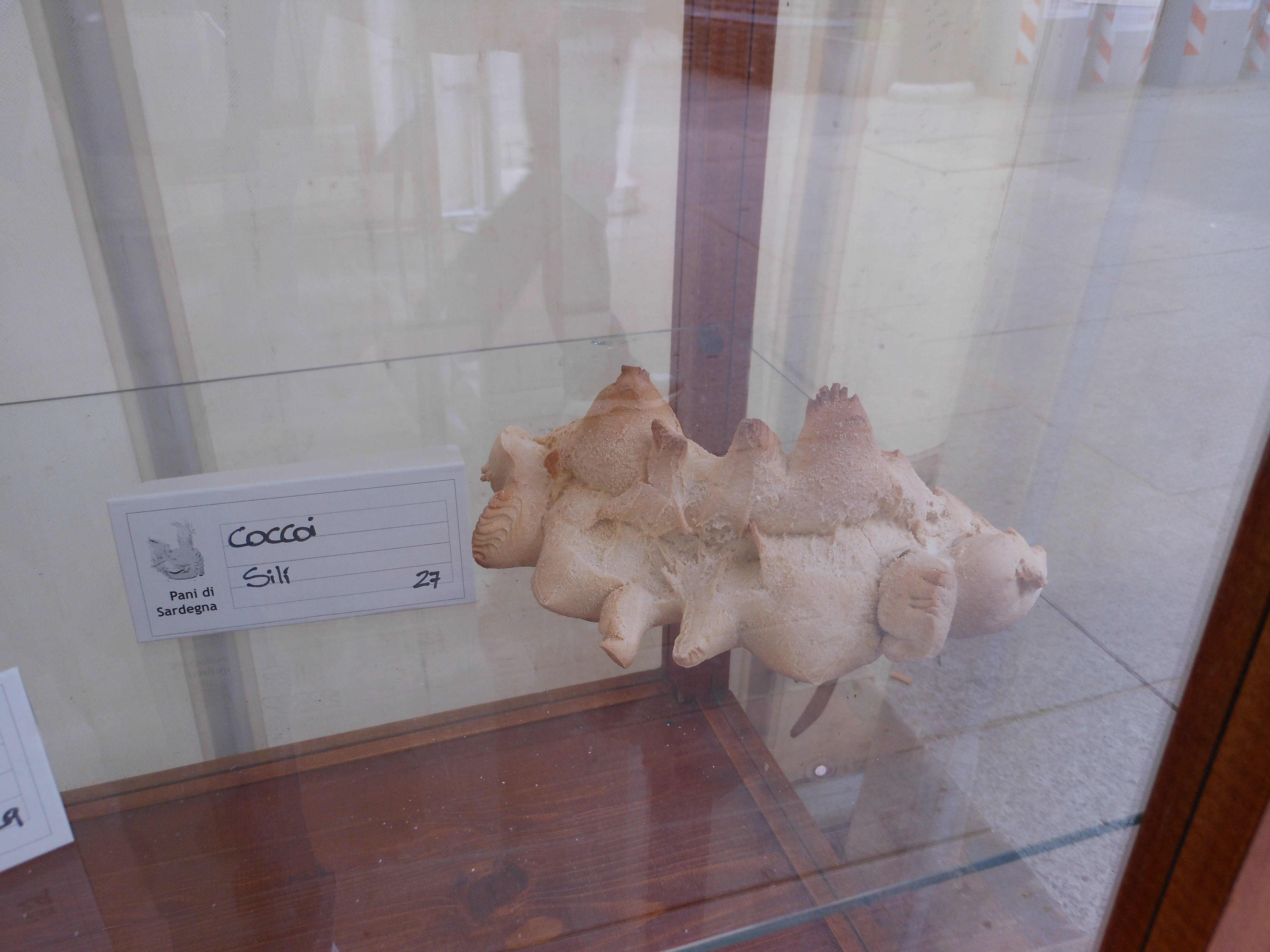
Su coccoi prodotto a Silì

## Preparazione
Buona parte della lavorazione viene eseguita manualmente tagli, tornitura e decorazione a mano.
La decorazione viene eseguita con forbici, pinzette, aghi, forchetta, coltello e rotella.

## Varianti
- aranada se a forma di melagrana.
- pisci se a forma di pesce.
- pilloni se a forma di uccello.
- tostobuio o tustuinu se a forma di tartaruga.
- arrosa se a forma di rosa.
- cuaddu o qaddu se a forma di cavallo.
- pipia se a forma di bimba.
- cocoi cun s'ou cioè con l'uovo, se per le feste di Pasqua.
- pei de boi a forma di piede di bue
- a follas con forma semicircolare con decorazione a forma di foglia